# Подмогилка
Подмогилка (укр. Підмогилка) — село в Городокской городской общине Львовского района Львовской области Украины.
Население по переписи 2001 года составляло 44 человека. Почтовый индекс — 81530. Телефонный код — 3231.

## История
В 1946 г. Указом ПВС УССР хутор Генриховка переименован в Подмогилку.